# 安东尼·弗雷德里克
安东尼·弗雷德里克（英語：Anthony Frederick，1964年12月7日—2003年5月29日），美国NBA联盟前职业篮球运动员。他在1986年的NBA选秀中第6轮第17顺位被丹佛掘金选中。